# Cardiochiles longiceps
Cardiochiles longiceps är en stekelart som beskrevs av Per Abraham Roman 1910. Cardiochiles longiceps ingår i släktet Cardiochiles och familjen bracksteklar. Inga underarter finns listade.